# Клюєв Леонід Михайлович
Леонід Михайлович Клюєв (нар. 1 січня 1940, Мелітополь, Запорізька область, Українська РСР, СРСР — пом. 1 липня 1981, Донецьк, Українська РСР, СРСР) — український радянський футболіст, воротар.

## Біографія
Вихованець мелітопольської команди «Буревісник». Перші кроки у великому футболу робив у складі севастопольського СКЧФ. Із запорізьким «Металургом» переміг у чемпіонаті класу «Б» Української РСР 1960 року і отримав запрошення до київського «Динамо».
Наступний сезон став видатним для всього українського футболу — вперше «динамівці» здобули золоті нагороди першості СРСР. Леонід Клюєв був дублером Олега Макарова і провів чотири матчі: з єреванським «Спартаком», мінським клубом «Білорусь», алматинським «Кайратом» і московським «Локомотивом». Щоправда, через невелику кількість ігрового часу, медалі не отримав. З цієї ж причини залишив і команду.
Два роки захищав кольори донецького «Шахтаря», який домінував в іншому внутрішньому турнірі — кубку СРСР. Першого року Клюєв грав лише на попередніх етапах, а у вирішальній грі проти команди «Знамя труда» ворота захищав Борис Стрєлков. На другий рік — грав у фінальному матчі проти «Спартака», але того разу сильнішим виявився суперник.
1964 року отримав запрошення від луганської «Зорі» і провів в цій команді п'ять сезонів. У сезоні 1966 р. встановив два досягнення, про які мало хто пам'ятає. У перших шести іграх серед команд другої групи класу «А» залишав свої ворота «сухими». Рекордну серію перервав гравець львівських «Карпат» Янош Габовда на 60-й хвилині сьомого матчу. Загалом, за весь турнір, Клюєв не пропускав голи у 25 іграх з 38 і вніс істотний внесок у здобуття путівки до еліти радянського футболу.
Протягом наступних п'яти сезонів грав за українські клуби другої ліги «Будівельник» (Полтава), «Локомотив» (Донецьк), «Шахтар» (Горлівка) і «Граніт» (Черкаси). 1974 року повернувся до «Зорі», за два сезони провів декілька матчів і завершив виступи.
Був більш схожий на інтелігентного молодого вченого, ніж на спортсмена. Завжди діяв зібрано і надійно, був спокійним і врівноваженим. За межами футбольного поля характеризувався як порядна і скромна людина. 
Після завершення футбольної кар'єри пішов працювати на одну з шахт Донецька, трагічно загинув під час аварії.

## Досягнення
- Володар кубка СРСР (1): 1962[3]
- Фіналіст кубка СРСР (1): 1963
- Переможець другої групи класу «А» (1): 1966

## Статистика
| Сезон              | Команда                 | Чемпіонат       | Чемпіонат | Чемпіонат | Кубок | Кубок |
| Сезон              | Команда                 | Ліга            | Ігри      | Пг        | Ігри  | Пг    |
| ------------------ | ----------------------- | --------------- | --------- | --------- | ----- | ----- |
| 1958               | СКЧФ (Севастополь)      | Д-2             | 3         | 5         | 2     |       |
| 1960               | «Металург» (Запоріжжя)  | Д-2             | 9         | 4         | —     | —     |
| 1961               | «Динамо» (Київ)         | Д-1             | 4         | 2         | —     | —     |
| 1962               | «Шахтар» (Донецьк)      | Д-1             | 12        | 12        | 2     | 1     |
| 1963               | «Шахтар» (Донецьк)      | Д-1             | 14        | 9         | 2     | 3     |
| 1964               | «Зоря» (Луганськ)       | Д-2             | 38        | 24        | 2     | 2     |
| 1965               | «Зоря» (Луганськ)       | Д-2             | 43        | 33        | 1     | 1     |
| 1966               | «Зоря» (Луганськ)       | Д-2             | 37        | 16        | —     | —     |
| 1967               | «Зоря» (Луганськ)       | Д-1             | 34        | 37        | —     | —     |
| 1968               | «Зоря» (Луганськ)       | Д-1             | 13        | 15        | 1     | 1     |
| 1969               | «Будівельник» (Полтава) | Д-2             | 27        | 23        | 1     | 1     |
| 1970               | «Будівельник» (Полтава) | Д-3             |           |           |       |       |
| 1971               | «Локомотив» (Донецьк)   | Д-3             |           |           | —     | —     |
| 1972               | «Шахтар» (Горлівка)     | Д-3             |           |           |       |       |
| 1973               | «Шахтар» (Горлівка)     | Д-3             |           |           |       |       |
| 1974               | «Граніт» (Черкаси)      | Д-3             | 13        |           | —     | —     |
| 1974               | «Зоря» (Ворошиловоград) | Д-1             | 1         | 0         | —     | —     |
| 1975               | «Зоря» (Ворошиловоград) | Д-1             | 3         | 5         | —     | —     |
| Усього в «Зорі»    | Усього в «Зорі»         | Усього в «Зорі» | 169       | 129       | 4     | 4     |
| Загалом за кар'єру | Загалом за кар'єру      | Д-1             | 81        | 80        | 11    | 9     |
| Загалом за кар'єру | Загалом за кар'єру      | Д-2             | 157       | 105       | 11    | 9     |